# 이시가미 나오야
이시가미 나오야(일본어: 石神 直哉, 1985년 3월 2일 ~ )는 일본의 전 축구 선수이다.

## 구단 경력
그는 2007년부터 2017년까지 J리그의 가시마 앤틀러스, 세레소 오사카, 쇼난 벨마레, 오이타 트리니타, 도쿄 베르디, V-파렌 나가사키, 기라반츠 기타큐슈에서 활동하였다.